# Вили (Повратак отписаних)
Вили је седма епизода телевизијске серије „Повратак отписаних“, снимљене у продукцији Телевизије Београд и Централног филмског студија „Кошутњак“. Премијерно је приказана у СФР Југославији 12. фебруара 1978. године на Првом програму Телевизије Београд.

## Историјска подлога
На крају ове, као и осталих епизода налази се натпис — Лица и догађаји су измишљени. Свака сличност је случајна.

## Улоге
| Глумац              | Улога                |
| ------------------- | -------------------- |
| Павле Вуисић        | Јоца                 |
| Драган Николић      | Прле                 |
| Воја Брајовић       | Тихи                 |
| Злата Петковић      | Марија               |
| Александар Берчек   | Мрки                 |
| Ирфан Менсур        | Вили                 |
| Петер Карстен       | генерал Фон Фридрихс |
| Рудолф Улрих        | пуковник Милер       |
| Дара Џокић          | Ана                  |
| Ратко Сарић         | Тоза, Анин отац      |
| Стево Жигон         | мајор Кригер         |
| Јован Милићевић     | Бешевић              |
| Васа Пантелић       | Крста Мишић          |
| Зоран Панић         | Вита пиљар           |
| Милан Срдоч         | Риста                |
| Стојан Аранђеловић  | Иса                  |
| Мирољуб Алексић     | Марко                |
| Мира Динуловић      | Мица                 |
| Драгица Новаковић   | комшиница            |
| Мирјана Раичевић    | Јела, Цакијева мајка |
| Мирјана Николић     | Анђела               |
| Светолик Никачевић  | министар             |
| Еуген Вербер        | пуковник Шредер      |
| Цане Фирауновић     | капетан Кениг        |
| Звонко Јовчић       | Капетан Диц          |
| Бранко Вујовић      | Ото                  |
| Александар Митић    | официр               |
| Горан Букилић       | ордонанс             |
| Љев Рјадченко       | Баџа                 |
| Драгомир Станојевић | официр               |